# Stato di Hartle-Hawking

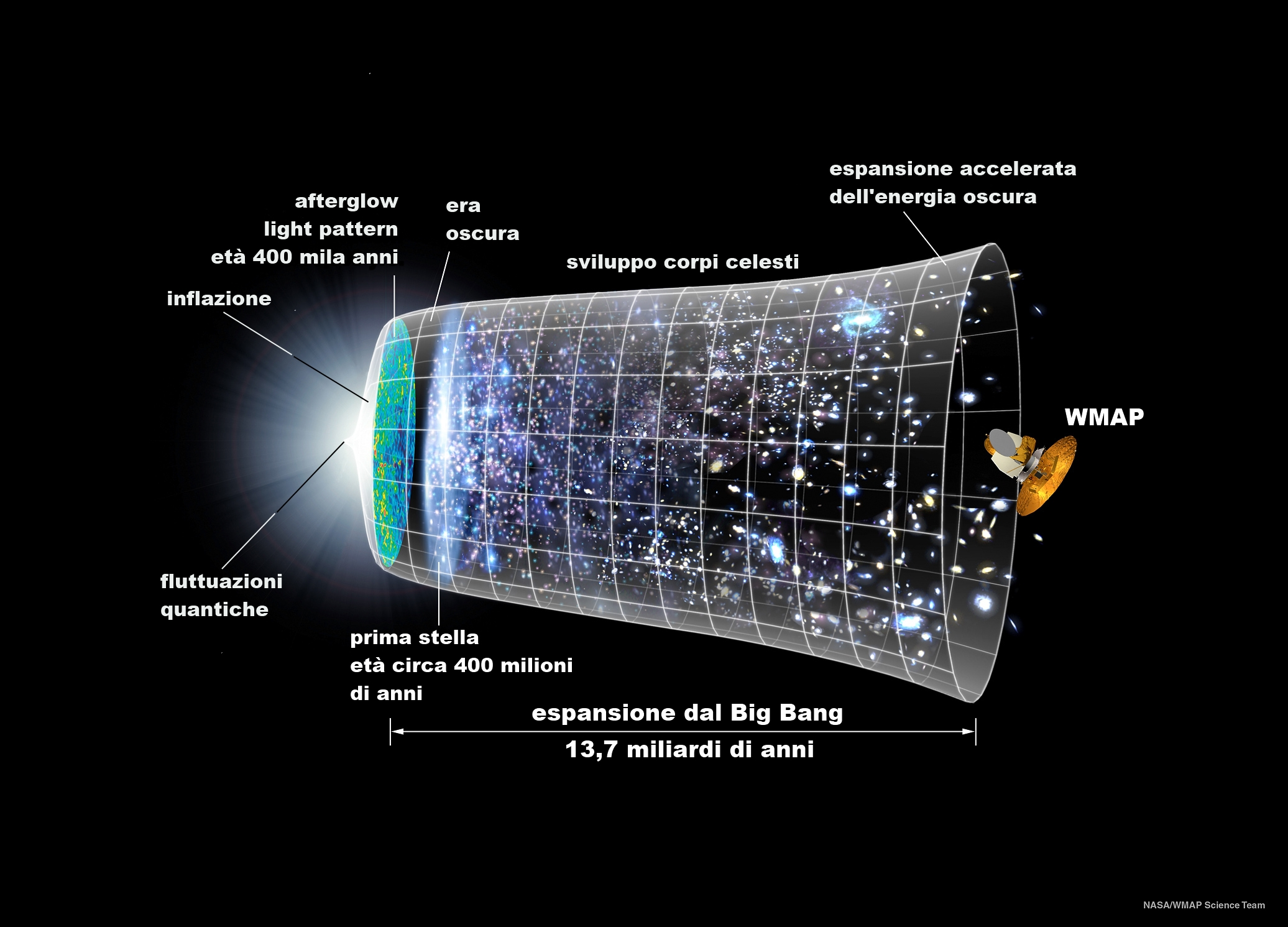
L'evoluzione dell'universo: lo stato di Hartle-Hawking è collocato all'inizio, al centro della zona bianca, dove si trovano le fluttuazioni quantiche

Lo stato di Hartle-Hawking (o teoria dello stato senza confini, noto anche con la locuzione inglese no-boundary proposal, cioè proposta senza confini) è una teoria fisica e un modello cosmologico sull'origine dell'universo, nell'ambito del modello standard del Big Bang, ipotizzata da James Hartle e Stephen Hawking a partire dal 1983, in seguito con l'apporto anche di Thomas Hertog.
In questa teoria il Big Bang non deriva da una singolarità gravitazionale iniziale ma da uno "stato iniziale senza confini" (da cui il nome di no-boundary proposal), descritto come una sorta di "cupola". L'universo - o meglio, uno stato primordiale a densità altissima di energia e temperatura, assai simile a un buco nero - sarebbe quindi autosufficiente e auto-creato, mentre lo spaziotempo si sarebbe espanso ad un certo punto, per un evento come la fluttuazione da questo falso vuoto di tipo quantistico.
Lo stato di Hartle-Hawking si collocherebbe cronologicamente come periodo precedente all'era di Planck e all'inflazione. Esso è inoltre descritto come l'inizio dell'universo o del multiverso, oltre il quale non ha senso domandare cosa esistesse prima: affermare che esistesse il nulla è un controsenso in termini. Il Big Bang sarebbe quindi una fase successiva a questo stato eterno precedente a tutto, essendo come un confine di una sfera o ellissoide; non si potrebbe viaggiare prima di esso (se non esiste il multiverso), come non si può essere più a nord del polo terrestre. 
In seguito Hawking ha sviluppato l'idea aggiungendo una cosmologia top-down ispirata all'interpretazione a molti mondi della meccanica quantistica. Con l'adesione alla teoria M, ipotetica teoria del tutto, infine, ha perfezionato l'idea ipotizzando un multiverso inflazionario limitato e adattandola alla teoria delle superstringhe, sostenendo che prima del Big Bang il tempo (come le altre dimensioni secondo la teoria delle stringhe), era "ripiegato" e curvo su sé stesso, avvicinandosi a raggiungere il niente (a una grandezza uguale o inferiore alla lunghezza di Planck, nella cosiddetta dimensione compattata), «ma non è mai stato il niente [...] non c'è mai stato un Big Bang che ha prodotto qualcosa dal nulla. Sembra così soltanto da una prospettiva umana [...] gli eventi precedenti al Big Bang sono semplicemente non definiti, perché non c'è modo di misurare che cosa sia successo a tali eventi. Poiché gli eventi avvenuti prima del Big Bang non hanno conseguenze osservazionali, si possono anche tagliare fuori dalla teoria, e dire che il tempo è iniziato con il Big Bang».

## Teoria

La forma a cupola o a parabola dell'universo primitivo o proto-universo che sostituisce, alla lunghezza di Planck (10^{-43}cm), la singolarità puntiforme nella teoria di Hawking e Hartle. Non esiste un inizio improvviso: il tempo svanisce gradualmente verso la base del diagramma. Il centro della figura assomiglia ad un primo istante, ma questo è solo un effetto del modo in cui è disegnato; non esiste un inizio vero e definito, nonostante il tempo sia finito in direzione del passato.

La teoria venne elaborata per sopperire al problema della singolarità. Essendo il nostro universo senza confini sarebbe anche l'unico che si è potuto evolvere dall'indeterminata natura quantistica dell'universo primitivo. Il modello prevedeva al suo principio una singolarità (il Big Bang), in cui, essendo il luogo e il momento dove, secondo la stessa previsione, l'universo avrebbe avuto inizio, tutte le leggi della fisica (come la legge della conservazione della massa) perdono validità, generando paradossi e tendendo all'infinito. 
Hawking rielaborò le leggi fisiche secondo una teoria matematica proposta da Richard Feynman (somma sulle storie o integrale sui cammini), introducendo così il "tempo immaginario", un'astrazione matematica che permette di relazionare due eventi casualmente non connessi o non connessi temporalmente. Con il tempo immaginario - ossia un tempo senza la presenza di spazio e spaziotempo - la singolarità può essere studiata. Hawking propone così un universo infinito o più precisamente senza contorno o confini, in espansione e con un inizio nel tempo immaginario. Tuttavia anche il modello ipotizzato da Hawking, è un modello che non può andare fino in fondo ed essere verificato fino a quando non si disporrà di una teoria che unifichi la gravità e la meccanica quantistica.
Nella teoria dello stato senza confini, la funzione d'onda dell'universo – ossia un'immagine per spiegare come sia nato l'universo – è calcolata attraverso l'integrale sui cammini, una funzione di tensione metrica definita a (D-1) di superficie compatta, dove D è la dimensione spazio-temporale.
Questa funzione d'onda dell'universo può soddisfare l'Equazione Wheeler-DeWitt.
Il modello cosmologico prevede che l'universo non abbia confini nello spaziotempo, sostituendo il Big bang inteso come singolarità gravitazionale iniziale, con un modello matematico descritto per analogia con la regione di un polo terrestre: nessuno può viaggiare più a nord o più a sud dei rispettivi poli, in quanto in tale luogo non esiste un contorno.

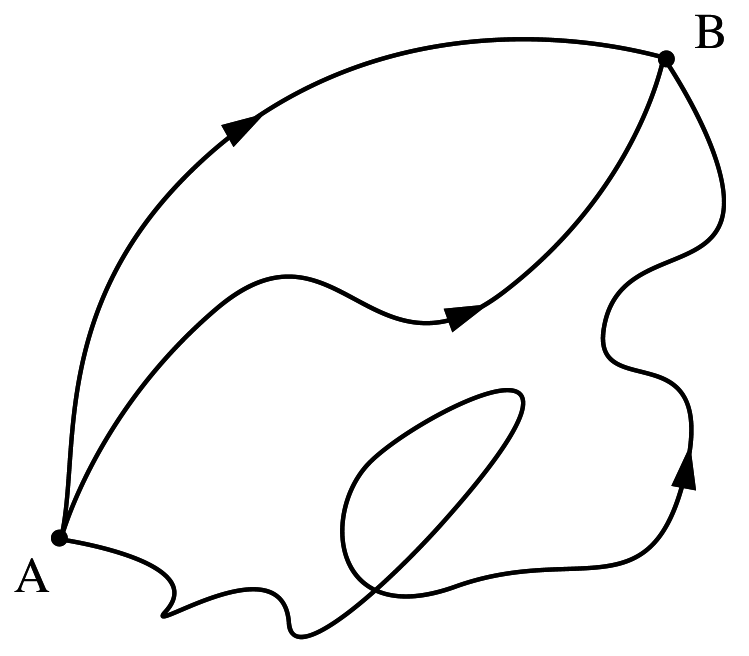
Sono mostrati tre possibili percorsi che contribuiscono all'ampiezza di probabilità per una particella che si muove dal punto A in un tempo t_{0} al punto B in un differente tempo t_{1}. Nell'integrale sui cammini ogni particella segue ogni possibile storia.

Originariamente la nuova proposta prevedeva una forma dell'universo di tipo chiuso destinato a terminare in un Big Crunch o Big Bounce, ma le discussioni con Neil Turok hanno portato a concludere che la proposta di assenza di condizioni al contorno è valida anche nel caso di un universo aperto o piatto, la cui tipica sorte dovrebbe essere il Big Freeze o morte termica; «La condizione al contorno dell'universo è che esso non ha un confine», è la descrizione del modello, modificato da una sfera a una possibile cupola.
Questo modello è basato sulla cosmologia quantistica e la gravità quantistica, ma utilizza una geometria complessa quadridimensionale, con un particolare oggetto detto istantone. L'universo (o il multiverso) nascerebbe dal nulla come fluttuazione quantistica di particelle elementari, e all'inizio avrebbe avuto una forma a cupola o semi-sfera, al posto di una singolarità, come nel caso della Terra che è sferica o meglio ellittica.

### Cosmologia top-down
Insieme a Thomas Hertog, al CERN, nel 2006, Hawking ideò uno sviluppo ulteriore della sua proposta senza confini, la "cosmologia top-down" (un modello di Fine-tuned Universe), per cui l'universo non aveva alcuno stato unico iniziale, e quindi è inappropriato per i fisici tentare di formulare una teoria che cerchi di predire la configurazione attuale dell'universo partendo da un preciso stato iniziale. La cosmologia top-down, postula che il presente possa selezionare il passato da una sovrapposizione di molte possibili storie (sempre basato sulla somma sulle storie). Secondo questa teoria matematica è inevitabile scoprire le attuali costanti fisiche del nostro universo, dato che l'attuale universo "seleziona" soltanto quelle storie passate che hanno portato alle condizioni presenti. In questo modo si fornisce una spiegazione antropica per il motivo per cui ci troviamo in un universo che permette l'esistenza della materia e l'universo, senza per questo dover invocare l'esistenza di molteplici universi, cosa che Hawking comunque non esclude affatto.

## Rapporti con altre teorie

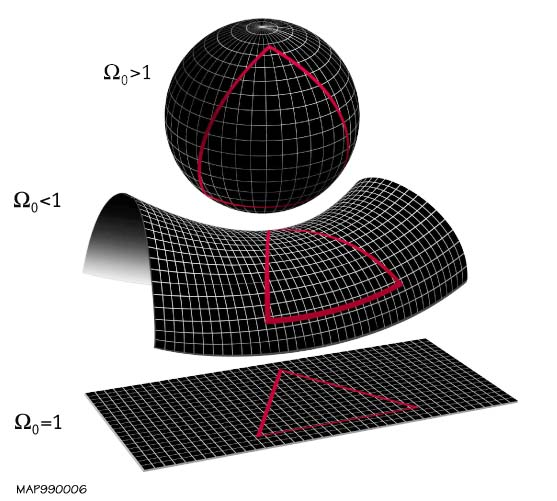
La geometria locale dell'universo è determinata dal fatto che Omega sia minore, uguale o maggiore di 1. Dall'alto verso il basso abbiamo un universo sferico (chiuso), uno iperbolico e uno piatto (entrambi aperti). Hawking ha sostenuto il primo modello, ma ha affermato che anche il terzo è possibile e adeguato.

La teoria affronta la nascita dell'universo da una fluttuazione quantistica (cioè il Big Bang), ma la fine seguirà le altre teorie: un'inflazione infinita e nuovi universi, un "rimbalzo" o lo strappo del tessuto dello spaziotempo. L'universo dello stato di Hartle-Hawking non ha inizio, ma non è uguale alla teoria dello stato stazionario di Fred Hoyle (non è presente la cosiddetta creazione continua); esso semplicemente non ha confini iniziali, né di spazio né di tempo. 
Questo modello vuole spiegare in particolare l'inizio di tutto, non la fine e, come Hawking ha proposto, si adatterebbe bene alle teorie standard come la teoria più accreditata, l'inflazione cosmologica proposta da Alexei Starobinski e Alan Guth (ma in particolare alla variante dell'inflazione eterna e inflazione caotica - o teoria delle bolle - di Andrej Linde, in quanto spiega la nascita da un nulla a-temporale, e, da questa bolla viene poi originato l'universo o gli universi, cioè il multiverso).
Il modello è adatto anche ad altre teorie sull'universo: in tal caso il vero stato di Hartle-Hawking non si colloca prima del Big Bang ma prima dell'ipotetica origine prima del multiverso e degli universi ciclici. Hawking in particolare ha approfondito anche le teorie del buco nero primordiale, e la teoria M (cfr. anche la teoria delle stringhe).
L'ultimo lavoro teorico di Hawking, completato poco prima della morte assieme a Thomas Hertog e pubblicato dopo la sua scomparsa, è incentrato sull'esistenza del multiverso, nella versione basata sulla teoria dell'inflazione eterna originatasi presumibilmente al momento del Big Bang che ha creato anche il nostro universo, destinato infine alla morte termica. Si tratta di un lavoro che si innesta sugli studi di Andrej Linde (teoria delle bolle) e una versione avanzata della teoria dello stato senza confini di Hartle-Hawking. Hertog ha descritto il paper come «il modello originale senza confini di Stephen su una base matematica più solida. Questo riuscirebbe a limitare il multiverso ad un insieme finito e gestibile (di universi), permettendo così di testare il modello», rilevando tracce di altri universi nella radiazione cosmica di fondo.